# Charles Baudin
Charles Baudin, född 21 juli 1784 i Sedan, Frankrike, död 7 juni 1854 på Ischia, Italien, var en fransk amiral. Han förde 1838 segerrikt befäl över en eskader mot Mexiko, var 1841 sjöminister och ingrep 1848 som befälhavare över medelhavsflottan i oroligheterna i Neapel.

## Biografi
Från 1800 tjänstgjorde Baudin som kadett på Géographe och deltog i hennes expedition till Australien. Han förlorade en arm 1808 när han tjänstgjorde i Indiska oceanen på Sémillante, under sin kamp mot HMS Terpsichore. År 1812 fick han som löjtnant och befälhavare för briggen Renard utanför Genua order att eskortera 14 fartyg med ammunitionslast till Toulon. Trots att han förföljdes av engelska kryssare, kunde han den 11 juni ta sin skvadron säkert in till Saint-Tropez, med assistans av HMS Swallow. I Toulon befordrades han till kapten. Efter slaget vid Waterloo var han beredd att föra iväg sin besegrade kejsare Napoleon I mitt ibland de engelska kryssarna, men Napoleon kunde inte bestämma sig i tid.
Efter den bourbonska restaurationen tvingades Baudin gå i pension och anslöt sig 1816 till handelsflottan. Under monarkin i juli återvände han dock till militärtjänst. År 1838 blev han konteramiral och blev befälhavare för skvadronen som skickades till Mexiko under det så kallade "Pastry War". I denna konflikt förde han befäl över de franska styrkorna i slaget vid Veracruz den 27 november 1838 mot Fort San Juan de Ulúa. Fortet kapitulerade följande dag.
I januari 1839 utnämndes Baudin till viceamiral och året därpå anförtroddes han ett militärt och diplomatiskt uppdrag till Buenos Aires. Han fick också befäl över den franska flottan i sydamerikanska vatten. År 1841 tog han över marinministeriet men avgick snart och blev maritim prefekt i Toulon.
Efter Februarirevolutionen 1848 blev han 1848 befälhavare för Frankrikes medelhavsflotta. Som sådan deltog han i slaget vid Lazzaroni och med trupper mot Neapel och flyttade sedan mot Sicilien, där han besegrades av Carlo Filangieris styrkor.
År 1849 återvände Baudin med sin familj till Ischia, där han dog 1854. Inte långt dessförinnan hade han utnämnts till amiral.